# Kel Nagle
Pour les articles homonymes, voir Nagle.
Kelvin David George Kel Nagle, né le 21 décembre 1920 à Sydney et mort le 29 janvier 2015, est un golfeur australien qui a notamment remporté au cours de sa carrière l'Open britannique en 1960. Il a également remporté un tournoi annuellement entre 1949 et 1975.

## Biographie
Bien qu'il eût remporté plus de 30 tournois en Australie et la Coupe du monde de golf pour l'Australie avec comme partenaire Peter Thomson, Nagle n'avait jamais atteint un top 10 d'un tournoi de grand chelem avant sa victoire à l'Open britannique en 1960, en battant la star américaine Arnold Palmer. Nagle n'est pas parvenu par la suite à remporter de nouveau un titre de grand chelem mais a terminé à plusieurs reprises dans le top 10 d'un tournoi majeur dont deux secondes places en 1962 à l'Open britannique et en 1965 à l'Open américain. Il a remporté cependant le Canadian Open en 1964.
En novembre 2007, Nagle est introduit au World Golf Hall of Fame.